# Lee Do-hyun
Lim Dong-hyun (hangul: 임동현; ur. 11 kwietnia 1995 w Seulu), zawodowo znany jako Lee Do-hyun (hangul: 이도현) – południowokoreański piosenkarz i aktor. Najbardziej znany jest z ról w serialach takich jak Hotel del Luna (2019), 18 Again (2020), Sweet Home (2020), Youth of May (2021), The Glory (2022–2023) i The Good Bad Mother (2023).

## Życiorys

### Wczesne lata i edukacja
Lee Do-hyun urodził się 11 kwietnia 1995 roku w Seulu w Korei Południowej. Jest starszym synem i ma młodszego brata, Im Dong-hyuka, który ma niepełnosprawność intelektualną. Ukończył studia na Wydziale Filmu i Teatru na Uniwersytecie Chung-Ang.

### Kariera
Lee Do-hyun zadebiutował jako aktor w 2017 roku w komedii Prison Playbook, gdzie zagrał młodszą wersję postaci granej przez Jung Kyung-ho.
W 2018 roku został obsadzony w romantycznym serialu telewizyjnym Still 17 w roli drugoplanowej jako członek szkolnego klubu wioślarskiego. Za swoją rolę został nominowany w kategorii „Postać Roku” na gali 2018 SBS Drama Awards, obok Ahn Hyo-seop i Jo Hyun-sik. W tym samym roku pojawił się również w serialu Clean with Passion for Now, gdzie grał młodszego brata głównej bohaterki i utalentowanego zawodnika taekwondo.
W 2019 roku Lee dołączył do obsady mrocznego serialu fantasy Hotel del Luna, który stał się jednym z najbardziej popularnych koreańskich dramatów emitowanych w telewizji kablowej. Wystąpił także gościnnie w serialu The Great Show na antenie tvN. Lee Do-hyun zagrał główną rolę w dramacie Scouting Report, piątym odcinku dziesiątego sezonu serii KBS Drama Special. Za tę rolę zdobył nagrodę „Najlepszy Aktor w Dramacie Jednoaktowym/Specjalnym/Krótkim” na 33. gali KBS Drama Awards. 
W 2020 roku zagrał swoją pierwszą główną rolę w komedii romantycznej 18 Again, opartej na amerykańskim filmie z 2009 roku 17 Again. Jego występ w tym dramacie przyniósł mu nagrodę dla Najlepszego Nowego Aktora w telewizji na 57. ceremonii wręczenia nagród Baeksang Arts oraz nagrodę dla Najlepszego Nowego Aktora na 7. ceremonii wręczenia nagród APAN Star Awards. W tym samym roku zagrał główną rolę w serialu Sweet Home na platformie Netflix, będącym adaptacją webtoonu o tym samym tytule. Otrzymał pozytywne recenzje za swoją kreację opanowanego i cynicznego bohatera.
W 2021 roku pojawił się w serialu Beyond Evil, gdzie zagrał młodszą wersję postaci granej przez Shina Ha-kyuna. Zagrał również główną rolę w dramacie Youth of May, na antenie KBS2, którego akcja toczy się w 1980 roku podczas powstania w Gwangju. Za swoją wspaniałą kreację w melodramacie otrzymał tytuł „Next Generation Melo-king”. W lipcu 2021 roku potwierdzono, że zagra w dramacie Melancholia na antenie tvN u boku Im Soo-jungiem, który emitowany był w drugiej połowie 2021 roku. Pod koniec 2021 roku został prowadzącym ceremonii wręczenia nagród KBS Drama Awards 2021 razem z Sung Si-kyungiem i Kim So-hyun.
W 2022 roku zagrał główną rolę w internetowym serialu Reincarnation Romance, krótkim serialu reklamowym promującym tabletki na chorobę lokomocyjną. Było to trzecie spotkanie aktora z Go Min-si. W grudniu powrócił na mały ekran w dramacie The Glory na platformie Netflix, którego scenariusz napisała Kim Eun-sook, a w rolach głównych wystąpiła Song Hye-kyo.

## Filmografia

### Filmy
| Rok  | Tytuł               | Rola        |
| ---- | ------------------- | ----------- |
| 2017 | Summer Night        | Lim Seo-jin |
|      | The Unearthed Grave | Bong-gil    |

### Seriale
| Rok       | Tytuł                      | Rola                                  | Stacja  |
| --------- | -------------------------- | ------------------------------------- | ------- |
| 2017–2018 | Prison Playbook            | Lee Joon-ho (młody)                   | tvN     |
| 2018      | Still 17                   | Dong Hae-beom                         | SBS     |
| 2018–2019 | Clean with Passion for Now | Gil Oh-dol                            | JTBC    |
| 2019      | Hotel del Luna             | Go Cheong-myeong                      | tvN     |
| 2019      | The Great Show             | Wi Dae-han (młody)                    | tvN     |
| 2019      | Scouting Report            | Kwak Jae-won                          | KBS2    |
| 2020      | 18 Again                   | Hong Dae-young (młody) / Go Woo-young | JTBC    |
| 2020      | Sweet Home                 | Lee Eun-hyuk                          | Netflix |
| 2021      | Beyond Evil                | Lee Dong-sik (młody)                  | JTBC    |
| 2021      | Youth of May               | Hwang Hee-tae                         | KBS2    |
| 2021      | Melancholia                | Baek Seung-yoo / Baek Min-jae         | tvN     |
| 2022–2023 | The Glory                  | Joo Yeo-jeong                         | Netflix |
| 2023      | The Good Bad Mother        | Choi Kang-ho                          | JTBC    |